# Wolfklasse
De Wolfklasse was een serie van acht torpedobootjagers die in de periode 1910 tot 1913 voor de Koninklijke Marine werden gebouwd voor dienst in Nederlands-Indië. Het waren de eerste Nederlandse torpedobootjagers gebouwd naar een Brits ontwerp. Hoewel deze serie officieel te boek stond als Wolfklasse worden ze vaak aangeduid met Roofdierklasse.
De eenheden werden eind jaren twintig van de twintigste eeuw vervangen door de torpedobootjagers van de Admiralenklasse.

## Schepen
- Hr. Ms. Wolf (1910-1924)
- Hr. Ms. Fret (1910-1922)
- Hr. Ms. Bulhond (1911-1927)
- Hr. Ms. Jakhals (1912-1928)
- Hr. Ms. Hermelijn (1913-1925)
- Hr. Ms. Lynx (1912-1928)
- Hr. Ms. Vos (1913-1928)
- Hr. Ms. Panter (1913-1934)

De eerste zes eenheden werden gebouwd bij scheepswerf De Schelde in Vlissingen, de laatste twee bij de maatschappij Fijenoord in Rotterdam.

## Details
Opmerkelijk is dat deze kleine schepen na 1920 met een A-frame zijn uitgerust op het achterschip om een vliegtuig aan boord te kunnen hijsen met het oog op lange patrouilles in Nederlands-Indië.